# Горизонты: Часть вторая
«Горизонты: Часть вторая» (англ. Horizon: An American Saga – Chapter 2) — фильм в жанре вестерн американского режиссёра Кевина Костнера, часть франшизы. Главные роли в картине сыграли сам Костнер, Сиенна Миллер, Сэм Уортингтон. Премьера фильма состоялась в августе 2024 года на 81-м Венецианском кинофестивале.

## Сюжет
Действие фильма происходит на американском Западе во второй половине XIX века.

## В ролях
- Кевин Костнер
- Сиенна Миллер
- Сэм Уортингтон
- Люк Уилсон
- Изабель Фурман

## Создание
В январе 2022 года стало известно, что Кевин Костнер начал работу над эпической картиной об освоении американского Запада. Он стал режиссёром, исполнителем главной роли и продюсером через свою компанию Territory Pictures. В апреле 2022 года к проекту присоединились студии Warner Bros. и New Line. Сценарий фильма, получившего название «Горизонты», написали Костнер и Джон Бейрд. Съёмки начались 29 августа 2022 года в штате Юта. В процессе фильм превратился в франшизу. Первая часть вышла на экраны 28 июня 2024 года, премьера второй состоялась в августе 2024 года на 81-м Венецианском кинофестивале.